# ماویک (پهپاد)
ماویک یا مویک (چینی: 御; پین‌یین: Yù) مجموعه ای از کوادکوپترهای بدون سرنشین کوچک با قابلیت کنترل از راه دور برای عکاسی و فیلمبرداری هوایی شخصی و تجاری است که توسط شرکت فناوری چینی DJI تولید شده‌است.

## سری مینی

### ماویک مینی

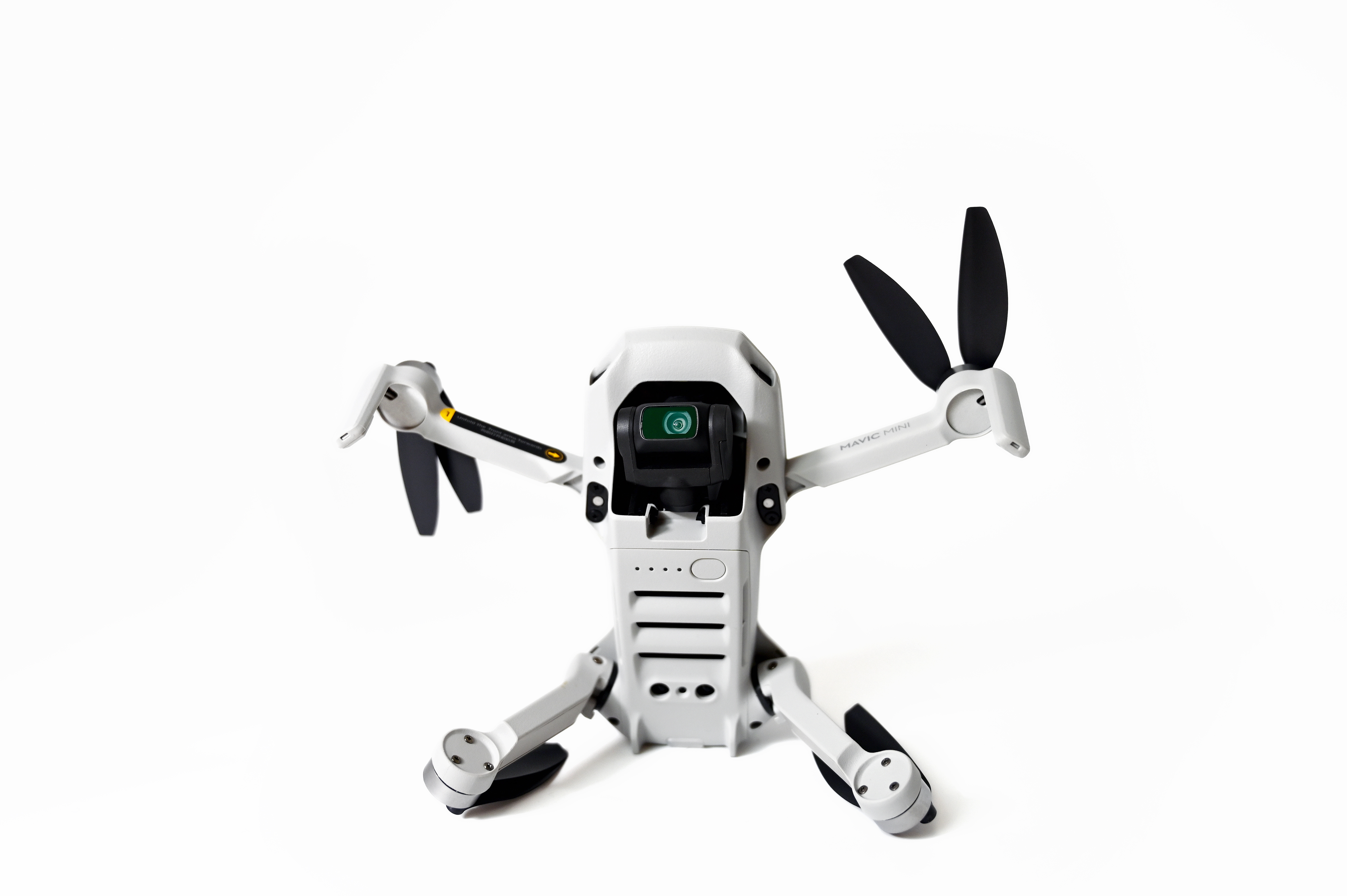
ماویک مینی در حالت باز شده

دی‌جی‌آی، ماویک مینی را در ۳۰ اکتبر ۲۰۱۹ به عنوان جایگزینی برای دی‌جی‌آی اسپارک که اکنون تولید آن متوقف شده، معرفی کرد و آن را به عنوان یک پهپاد دوربین دار مبتدی عرضه کرد. دوربین آن بر روی یک گیمبال سه محوره است و دارای سنسور ۱۲ مگاپیکسلی است که قادر به فیلمبرداری 2.7K با سرعت ۳۰ فریم در ثانیه است.ماویک مینی مشخصات طراحی مشابهی با سری ماویک پرو و ماویک ۲ دارد، اگرچه به دلیل قابل حمل بودن و اندازه کلی کوچک آن مورد توجه است. مزیت ماویک مینی در بازاریابی بر وزن ۲۴۹ گرم (۸٫۸ اونس) تمرکز دارد که به آن اجازه می‌دهد مقررات ثبت هواپیماهای بدون سرنشین را در چندین کشور غربی مانند ایالات متحده، کانادا و بریتانیا دور بزند. برای ژاپن، مدلی با باتری کوچکتر با وزن ۵۰ گرم (۱٫۸ اونس) کمتر، طراحی شده‌است تا محدودیت زیر ۲۰۰ گرم (۷٫۱ اونس) برای این کشور را دور بزند. برد آن ۴ کیلومتر است و دوربین نصب شده بر روی آن در اکسیف به عنوان FC7203 شناسایی می‌شود.

### دی‌جی‌آی مینی ۲

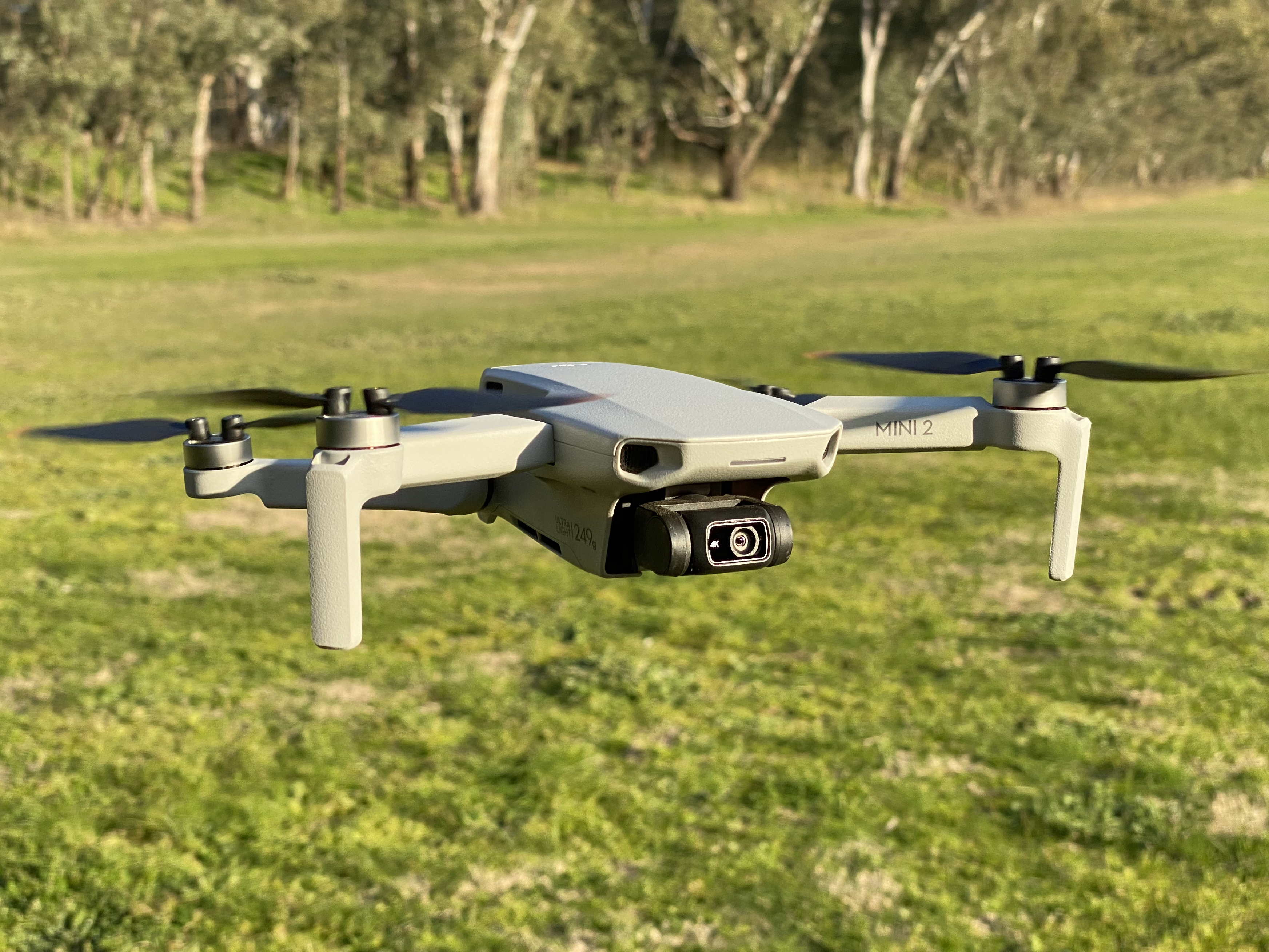
دی‌جی‌آی مینی ۲

دی‌جی‌آی مینی ۲ که در نوامبر ۲۰۲۰ عرضه شد، نسخه بهبود یافته ماویک مینی با زمان پرواز طولانی‌تر (۳۱ دقیقه) و توانایی ضبط فیلم 4K است. مینی ۲ با وزن ۲۴۹ گرم می‌تواند بادهای سطح ۵ را تحمل کند. دارای ۵ حالت عکاسی سریع، ۳ حالت پانوراما، فیلمبرداری HD، 2.7k و 4k است. همچنین قابلیت گرفتن عکس‌های ۱۲ مگاپیکسلی RAW را دارد. دی‌جی‌آی مینی ۲ همچنین از Ocusync 2.0 استفاده می‌کند که حداکثر برد انتقال تصویر در آن ۱۰ کیلومتر است.

### دی‌جی‌آی مینی SE
دی‌جی‌آی مینی SE که در اواسط سال ۲۰۲۱ منتشر شد، اساساً بر پایه دی‌جی‌آی مینی در پوسته دی‌جی‌آی مینی ۲ است. دارای ۳۰ دقیقه زمان پرواز، دوربین ۱۲ مگاپیکسلی، فیلمبرداری 2.7K و برد انتقال تصویر ۴ کیلومتر است. هدف اصلی تولید آن این بود که جانشینی برای دی‌جی‌آی مینی قدیمی به عنوان ارزان‌ترین گزینه در بین پهپادهای دی‌جی‌آی باشد.

### دی‌جی‌آی مینی ۳ پرو
دی‌جی‌آی مینی ۳ پرو، در ۱۰ می ۲۰۲۲ در دسترس قرار گرفت.

## سری ایر

### ماویک ایر

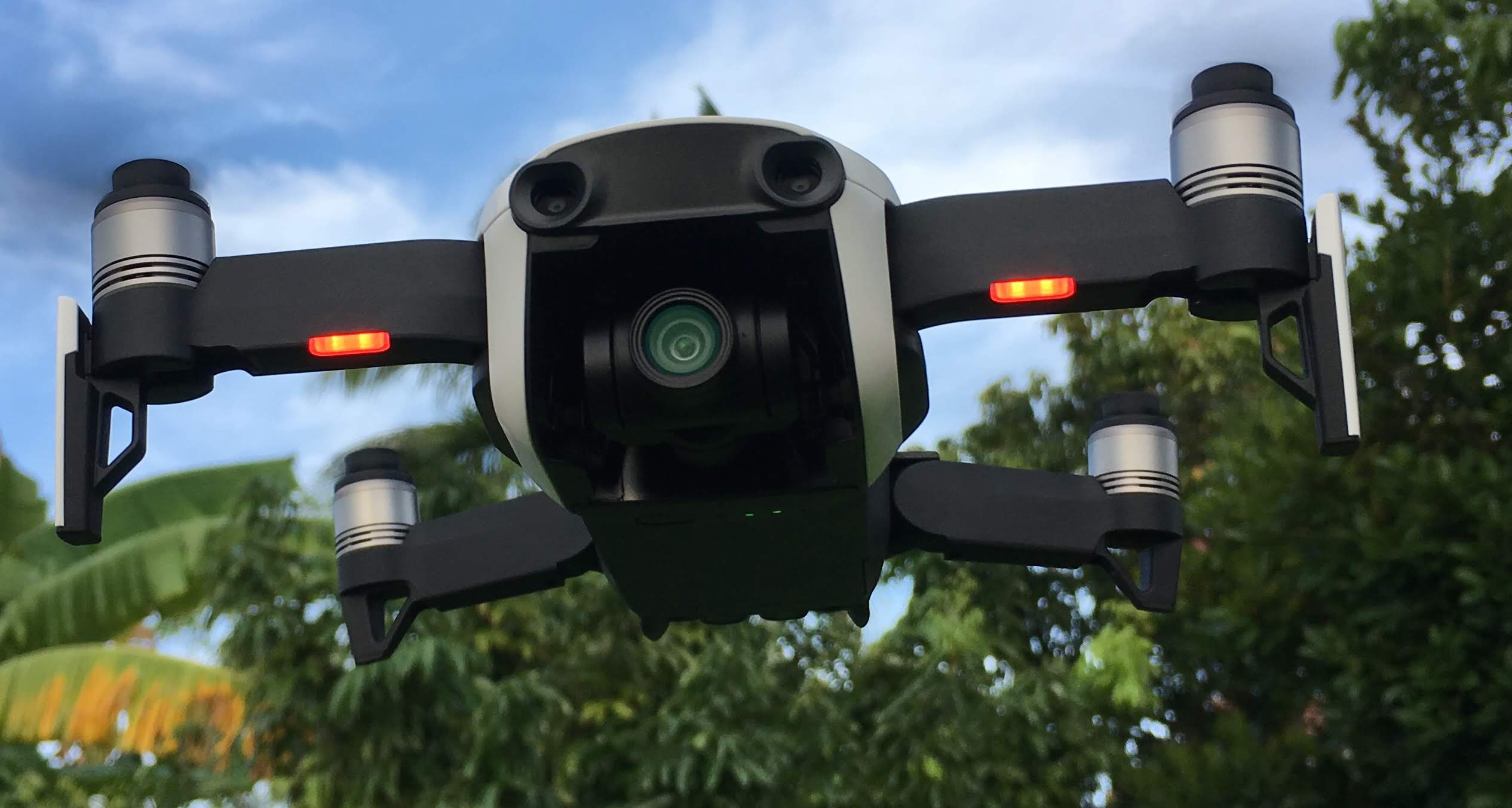
دی‌جی‌آی ماویک ایر در حال پرواز.

ماویک ایر که در اوایل سال ۲۰۱۸ عرضه شد، می‌تواند ویدیوهای 4k با سرعت ۳۰ فریم بر ثانیه ضبط کند. ایر دارای گیمبال ۳ محوره و لنز ۲۴ میلی‌متری است. همچنین دارای ویژگی SmartCapture، سیستم سنجش محیط سه جهته و حداکثر زمان پرواز ۲۱ دقیقه است.
دارای دوربین ۱۲ مگاپیکسلی 4K HDR است که بر روی یک گیمبال ۳ محوره نصب شده‌است و دارای حالت پانورامای جدید است که ۲۵ عکس را در هشت ثانیه به هم می‌چسباند تا "Sphere Panorama" ایجاد شود. این پهپاد به دلیل آنتن‌های نصب شده بر روی ارابه فرود، ۲۱ دقیقه زمان پرواز و برد ۲٫۵ مایلی دارد. مانند اسپارک، ایر نیز دارای حالت "Smart Capture" است که در آن می‌توان پهپاد را با حرکات دست کنترل کرد.

### ماویک ایر ۲

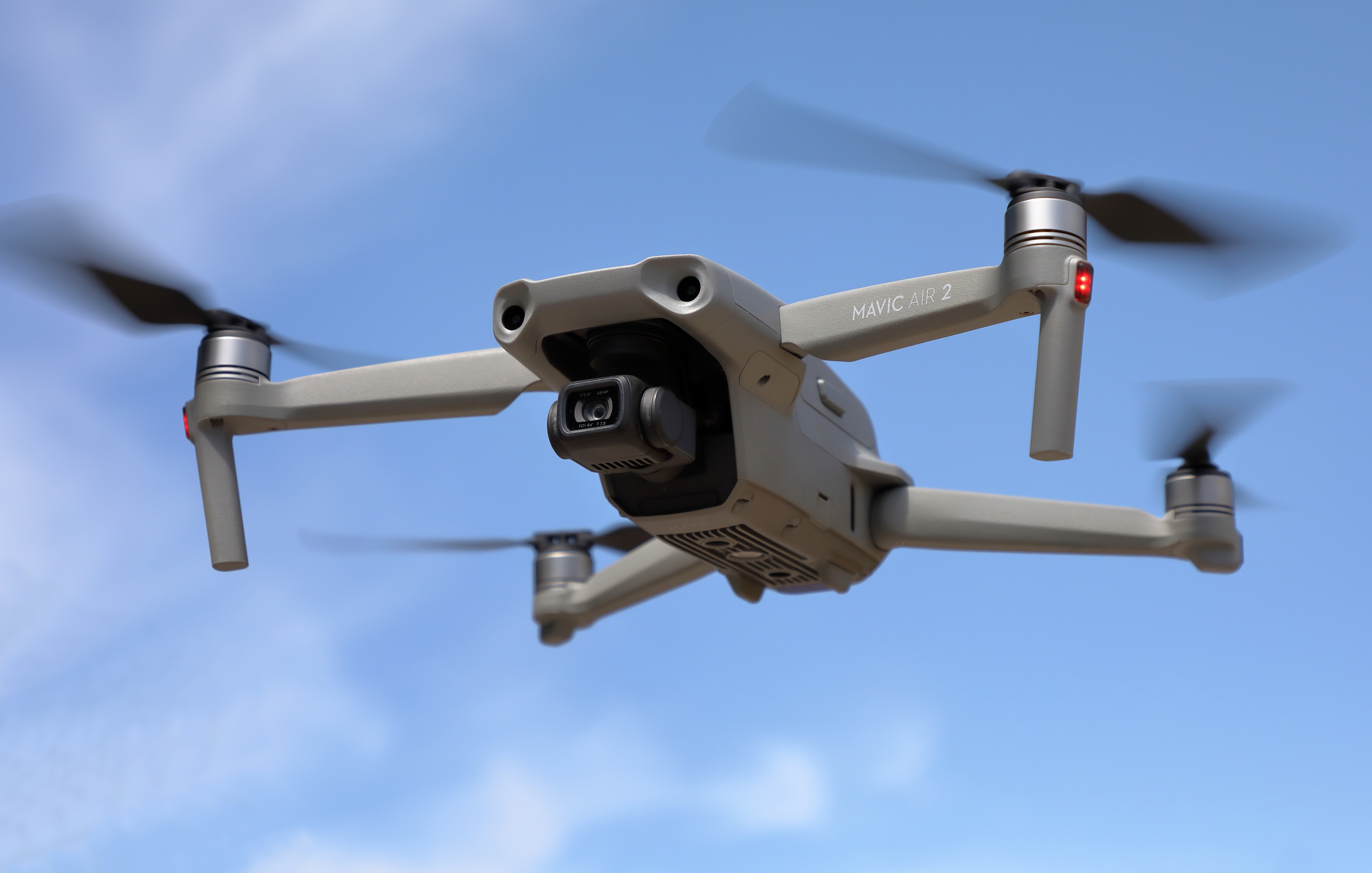
پهپاد دی‌جی‌آی ماویک ایر ۲ در حال پرواز

دی‌جی‌آی، عضو جدید سری ایر معروف به ایر ۲ را در ۲۷ آوریل ۲۰۲۰ معرفی کرد. ایر ۲ دارای یک دوربین CMOS 1/2 اینچی است، زمان پرواز ۳۴ دقیقه به ازای هر باتری داشته و می‌تواند تا ۶۸٫۴ کیلومتر بر ساعت حرکت کند. کنترل از راه دور ایر ۲ دارای طراحی جدیدی از خانواده ماویک است. در کنترلر استاندارد دی‌جی‌آی، یک تلفن همراه در پایین کنترلر نصب می‌شود و اپراتور را مجبور می‌کند هنگام تماشای صفحه نمایش، به پایین نگاه کند. در کنترلر جدید، پایه نگهدارنده گوشی هوشمند در بالا قرار دارد که موجب افزایش خط دید خلبان می‌شود. این کنترلر شبیه کنترلر تعبیه شده بر روی Anafi است، یکی از رقبای ماویک که توسط رقیب فرانسوی دی‌جی‌آی یعنی پروت ساخته شده‌است. ماویک ایر اصلی از یک سیستم کنترل رادیویی وای-فای پیشرفته استفاده می‌کند. اما ماویک ایر ۲ به OcuSync 2.0 ارتقاء یافته‌است که یک سیستم رادیویی اختصاصی در محدوده ۲٫۴ گیگاهرتز و ۵٫۸ گیگاهرتز است (سیستم در حالت تک و دو بانده کار می‌کند، ۵٫۸ گیگاهرتز در همه مناطق پشتیبانی نمی‌شود). این فناوری تداخل کمتری را با شبکه‌های وای-فای محیطی می‌دهد. همچنین برد بهتری تا ۱۰ کیلومتر ارائه می‌دهد. از نظر فیلمبرداری، ایر ۲ از فرمت RAW، حالت ۴۸ مگاپیکسلی، فیلمبرداری HDR و حالت حرکت آهسته Hyperlapse 240fps پشتیبانی می‌کند. ماویک ایر ۲ دارای یک ویژگی ایمنی است که از طریق کنترلر خود به کاربران در مورد هواپیماها و بالگردهای نزدیک هشدار می‌دهد.

### دی‌جی‌آی ایر ۲اس

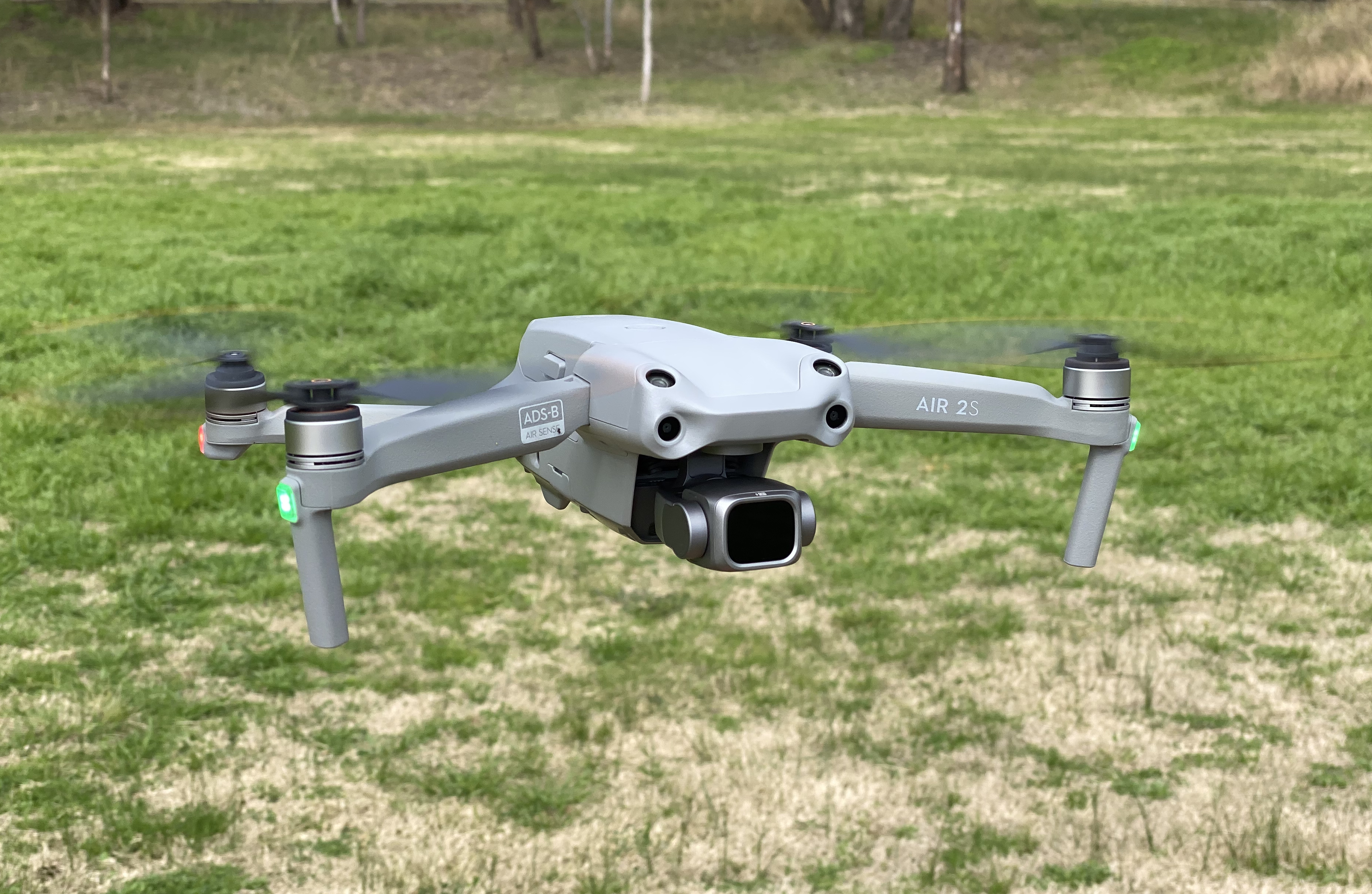
دی‌جی‌آی ایر ۲اس

نسخه به روز شده ماویک ایر ۲ که اکنون به دی‌جی‌آی ایر ۲اس تغییر نام داده‌است، در ۱۵ آوریل ۲۰۲۱ توسط DJI رونمایی شد. در این مدل که نسخه بهبود یافته ماویک ایر ۲ است، پیشوند ماویک حذف کرده‌است. ایر ۲اس دارای یک دوربین CMOS 1 اینچی است که می‌تواند عکس‌های ۲۰ مگاپیکسلی JPEG و RAW و ویدیوهای ۱۰ بیتی 5.4K با حداکثر فریم ۳۰ فریم بر ثانیه و همچنین ویدیوهای 4K با حداکثر نرخ فریم ۶۰ فریم بر ثانیه فیلم‌برداری کند. این پهپاد همچنین دارای حداکثر زمان پرواز ۳۱ دقیقه است و اجازه می‌دهد تا تصاویر ۱۲ کیلومتر (۷٫۴۵ مایل) با وضوح 1080p با OcuSync 3 ارسال شود. قابلیت‌های HDR ارتقا یافته نیز شامل ۱۲٫۶ توقف نوردهی برای عکس‌ها می‌شود. ایر ۲اس همچنین دارای حالت‌های جدید عکاسی و فیلمبرداری مانند SmartPhoto, Hyperlapse و MasterShots است که به انعطاف‌پذیری بیشتر قابلیت‌های دوربین منجر می‌شود. سیستم تشخیص و اجتناب از موانع ارتقا یافته APAS 4.0 با استفاده از حسگرهای جلو، عقب، بالا و پایین در این پهپاد گنجانده شده‌است.